# مرادو
مرادو کتابی از محمدعلی آزادیخواه است که در سال ۱۳۸۴ منتشر و در مراسم کتاب سال جمهوری اسلامی ایران به‌عنوان کتاب برگزیده معرفی شد.